# Comisión de Estupefacientes de Naciones Unidas
La Comisión de Estupefacientes de Naciones unidas, conocida como CND por su siglas en inglés Commission on Narcotic Drugs) fue creada por el Consejo Económico y Social (ECOSOC) de las Naciones Unidas mediante la Resolución 9(I) del 17 de febrero de 1946. como órgano rector de los tratados internacionales de fiscalización de drogas. Es una comisión orgánica del ECOSOC.
La CND se reúne anualmente en Viena, Austria, para examinar y adoptar una serie de decisiones y resoluciones vinculadas a la aplicación de los tratados sobre drogas, y a políticas en relación con estupefacientes y sustancias psicotrópicas.

## Mandatos
Su mandato consiste en administrar los tres tratados que conforman el sistema internacional de fiscalización de drogas: la Convención Única sobre Estupefacientes de 1961, la Convención sobre sustancias psicotrópicas de 1971 y la Convención contra el Tráfico Ilícito de Estupefacientes y Sustancias Sicotrópicas de 1988. En particular, la Comisión tiene por mandato votar los cambios en las listas de fiscalización de drogas. En 1991 se encargó a la CND el mandato de órgano rector de la Oficina de Naciones Unidas contra la Droga y el Delito (ONUDD o UNODC, por su siglas en inglés).

## Composición

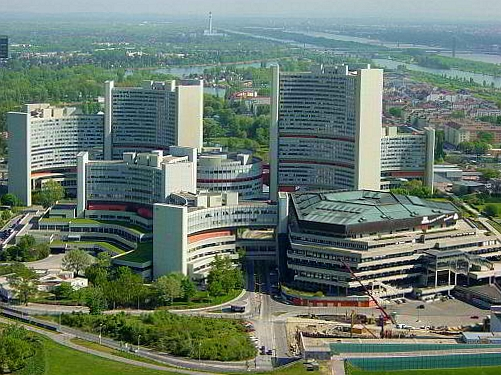
La Oficina de Naciones Unidas en Viena, Austria, donde se reúne la Comisión.

La CND se compone de 53 Estados miembros elegidos por el ECOSOC. Aunque todos los países miembros de las Naciones unidas pueden participar en las reuniones, sólo los 53 Estados miembros tienen derecho a voto sobre los cambios de fiscalización de estupefacientes o sustancias psicotrópicas.
La Comisión es presidida por una mesa elegida por un año, que incluye un miembro de cada uno de los 5 grupos regionales de Naciones unidas.